# Paulo Rosales
Paulo Roberto Rosales (Cosquín, 10 gennaio 1984) è un ex calciatore argentino, di ruolo centrocampista.

## Carriera
Ha giocato nella massima serie dei campionati argentino, cileno e boliviano.

## Palmarès

### Club

#### Competizioni nazionali
- Campionato argentino: 1

Newell's Old Boys: Apertura 2004